# Petkelsaari (ö i Norra Savolax, Varkaus, lat 62,24, long 28,04)
Petkelsaari är en ö i Finland. Den ligger i sjön Haukivesi och i kommunen Varkaus i den ekonomiska regionen  Varkaus ekonomiska region  och landskapet Norra Savolax, i den sydöstra delen av landet, 280 km nordost om huvudstaden Helsingfors. Öns area är 2,5 hektar och dess största längd är 380 meter i sydöst-nordvästlig riktning.